# Oldenlandia linearifolia
Oldenlandia linearifolia är en måreväxtart som beskrevs av Carl Peter Thunberg. Oldenlandia linearifolia ingår i släktet Oldenlandia och familjen måreväxter.
Artens utbredningsområde är Java. Inga underarter finns listade i Catalogue of Life.